# Miss Guinée 2023
Miss Guinée 2023 est la 16e élection de Miss Guinée. Elle a eu lieu le 25 novembre 2023 dans la salle de spectacle du Palais du Peuple de Conakry située dans la ville de Kaloum, sur la presqu'île de Kaloum, région de Conakry. C'est la cinquième fois que le concours se tient au Palais du Peuple de Conakry, 9 ans après le sacre de Halimatou Diallo, Miss Guinée 2014.
L'élection est retransmise en direct à partir de 21 h 0 sur la RTG et Djoma TV et est présentée par Moussa Daraba  et Raby Barry .
À la fin de la soirée, c'est Saran Kourouma, 1er dauphine Conakry 2023 qui devient Miss Guinée 2023, succédant ainsi à Mariame Touré, Miss Guinée 2019.

## Classement final
| Résultats        | Candidates | Concours internationaux |
| ---------------- | --- | ----------------------- |
| Miss Guinée 2023 | - Saran Kourouma - 1er dauphine Conakry 2023 |                         |
| 1re dauphine     | - Hadja Kadiatou Condé - Miss Conakry 2023 |                         |
| 2e dauphine      | - Aïssatou Dioumo Diallo - Miss Albi 2023 |                         |
| Top 15           | 1. Mariama Fina Barry - Miss Moyenne Guinée 2023 2. Hadja Kadiatou Condé - Miss Conakry 2023 3. Mariama Baldé - Miss Basse Guinée 2023 4. Fernande Natuo Manimou - Miss Guinée Forestière 2023 5. Fatima Koné - 2eme dauphine Miss Conakry 2023 6. Bakama Marcel Doré - Conakry 7. Suizane Camara - Conakry 8. Tiguidanké Béréte - Conakry 9. Sonna Savané - Conakry 10. Saran Keita - Conakry 11. Saran Kourouma - 1ere dauphine Miss Conakry 2023 12. Mariama Dalanda Bah - 2eme dauphine Miss Moyenne Guinée 2023 13. Nana Sylla - Miss Guinée Maroc 2023 14. Bangoura Maimouna - 1er dauphine Miss Guinée Allemagne 2023 15. Aissatou Dioumo Diallo - Miss Albi 2023 |                         |

## Ordre d'annonce des finalistes
| 1. Barry Mariama Fina 2. Condé Hadja Kadiatou 3. Baldé Mariama 4. Manimou Fernan Natou 5. Fatima Koné 6. Marcel Doré Bakama 7. Camara Suizane 8. Tiguidanké Béréte 9. Savané Sonna 10. Keita Saran 11. Saran Kourouma 12. Mariama Dalanda Bah 13. Sylla Nana 14. Bangoura Maimouna 15. Aissatou Dioumo Diallo | 1. Tiguidanké Bérété , 21 ans, Dauphine Conakry 2. Fernande Natuo Manimou, 18 ans, Miss Guinée Forestière 3. Aissatou Dioumo Diallo, 22 ans, Miss Albi 4. Saran Kourouma, 20 ans, 1er Dauphine Miss Conakry 5. Hadja Kadiatou Condé, 22 ans, Miss Conakry |

## Déroulement
Le thème de cette édition est l’immigration clandestine et l’autonomisation de la jeune fille.
Lors de la traditionnelle phase des questions du Top 5, ces la anciennes Miss Guinée World Saran Bah qui a poser l'unique question pour les cinq miss sélectionnées et la question est de savoir « Que faut il faire pour que les jeunes reste dans leurs pays ? ».
Les musiciens inviter ce sont succéder au cours de la cérémonie, notamment Amaza, Koury simplé, Soul Bang's et Manamba Kanté ont interpréter leur duo La Guinée, Youssoupha puis Black M.
Cette édition 2023 est marquée par le marrainage de la première dame Lauriane Doumbouya qui a couronne la Miss.

## Évolutions

### Sélection des candidates
Cette édition 2023 voit la participation de 1500 filles de la Guinée et de la diaspora, 23 participants sont retenue pour la phase finale.
Aissatou Dioumo Diallo, Miss Albi, est la première candidate albinos à participer à une phase finale de concours de Miss Guinée et la première au top 5 et la top trois comme deuxième dauphine Miss Guinée 2023.

## Préparation

### Voyage de préparation
Le voyage de préparation des candidates se déroule principalement à Conakry et ses Îles de Loos.

## Jury
Le jury complet est dévoilé lors de cérémonie finale, il est composé de :
| Membre | Membre                                     | Notes                  |
| ------ | ------------------------------------------ | ---------------------- |
|        | Ramatoulaye Camara, président du jury      |                        |
|        | Nabou Dieng                                | Psychothérapeute       |
|        | Youssoupha                                 | rappeur                |
|        | Saran Bah                                  | Miss Guinée World 2023 |
|        | Kamil Zayatte                              | footballeur            |
|        | Oudy 1er                                   | Musicien               |
|        | Aissata Béavogui                           | Entrepreneur           |
|        | Mohamed Banks Bangoura                     | Journaliste            |
|        | Hawa Barry Diallo                          |                        |
|        | Maitre Mbemba Camara , Huissier de justice | juriste                |

## Polémiques
- Aicha Cissé préalablement couronne Miss Haute Guinée a été disqualifier pour avoir défilé avec un tatouage sur le corps. Chose qui aurait enfreint les règlements du concours[4],[5].